# 竹院乡
竹院乡，是中华人民共和国甘肃省陇南市宕昌县下辖的一个乡镇级行政单位。

## 行政区划
竹院乡下辖以下地区：
罗家沟村、竹院村、阳山村、下杜村、刘家院村、木竹院村、大草坡村和孔家台村。